# 万代橋 (広島市)

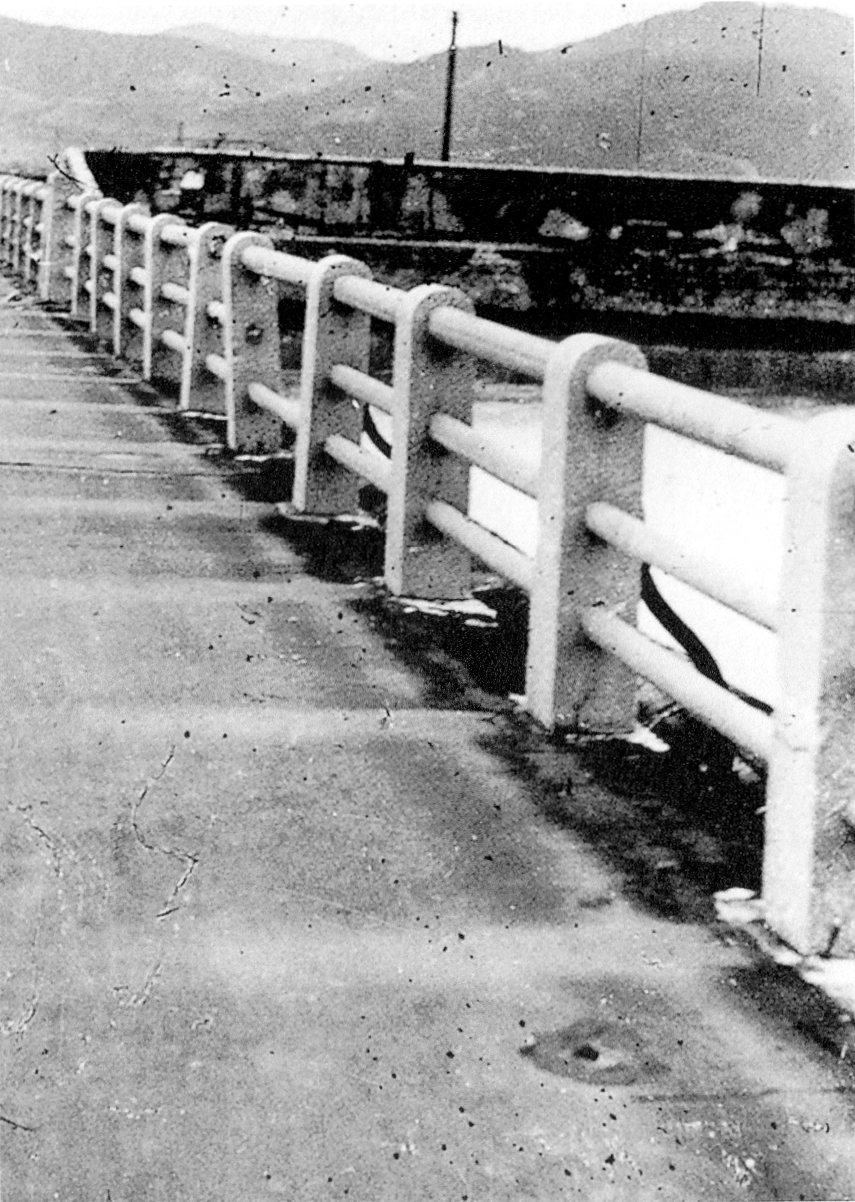
原爆の熱線によって欄干の影の跡がアスファルトに焼き付けられた万代橋（1945年10月） / 松重美人撮影。

万代橋（よろずよばし）は、広島市中区の元安川に架かる道路橋である。

## 諸元
- 路線名 : 広島市道中1区278号線
- 橋長 : 94 m[1]
- 支間長 : 27.6 m + 38.0 m + 27.6 m[1]
- 全幅 : 16 m[1]
- 幅員 : 歩道3 m + 車道4.5 m×2 + 歩道3 m = 15 m
- 上部工 : 鋼3径間連続鈑桁[1]
- 下部工 : RC逆T式橋台2基、RC張出式橋脚2基
- 基礎工 : 杭基礎
- 総鋼重 : 242 t[1]
- 床版 : 鉄筋コンクリート[1]
- 施工 : 三菱重工業[注釈 1][1]

## 概要
東岸の大手町三・四丁目と西岸の加古町を結ぶ。上流に平和大橋、下流に新明治橋がある。現在の橋は13代目とされる。

## 歴史
1878年（明治11年）木橋として架橋されたものが初代の萬代橋である。1916年（大正5年）、ドイツ人技師の設計により当時水主町（現・加古町）に所在していた県庁の西詰に鋼鈑桁橋として架け替えられ、「県庁橋」とも呼ばれた。
1945年（昭和20年）8月6日の原爆被災時には爆心地から880 mの距離に位置しており、その際の熱線でこの橋を渡っていた人と荷車の影がアスファルトに焼きついていたことが記録写真などにより知られている。しかし欄干が吹き抜けになっていたことで橋自体は倒壊せず、熱線で焼き付けられた欄干の影などから地上から上空の原爆爆発点までの距離（580 - 600 m）が算出された。
被爆した橋は戦後も長く使用され、1971年（昭和46年）には側歩道橋が架設されたが、1980年（昭和55年）になって現在の橋に架け替えられ、付近に旧橋の親柱が保存されている。

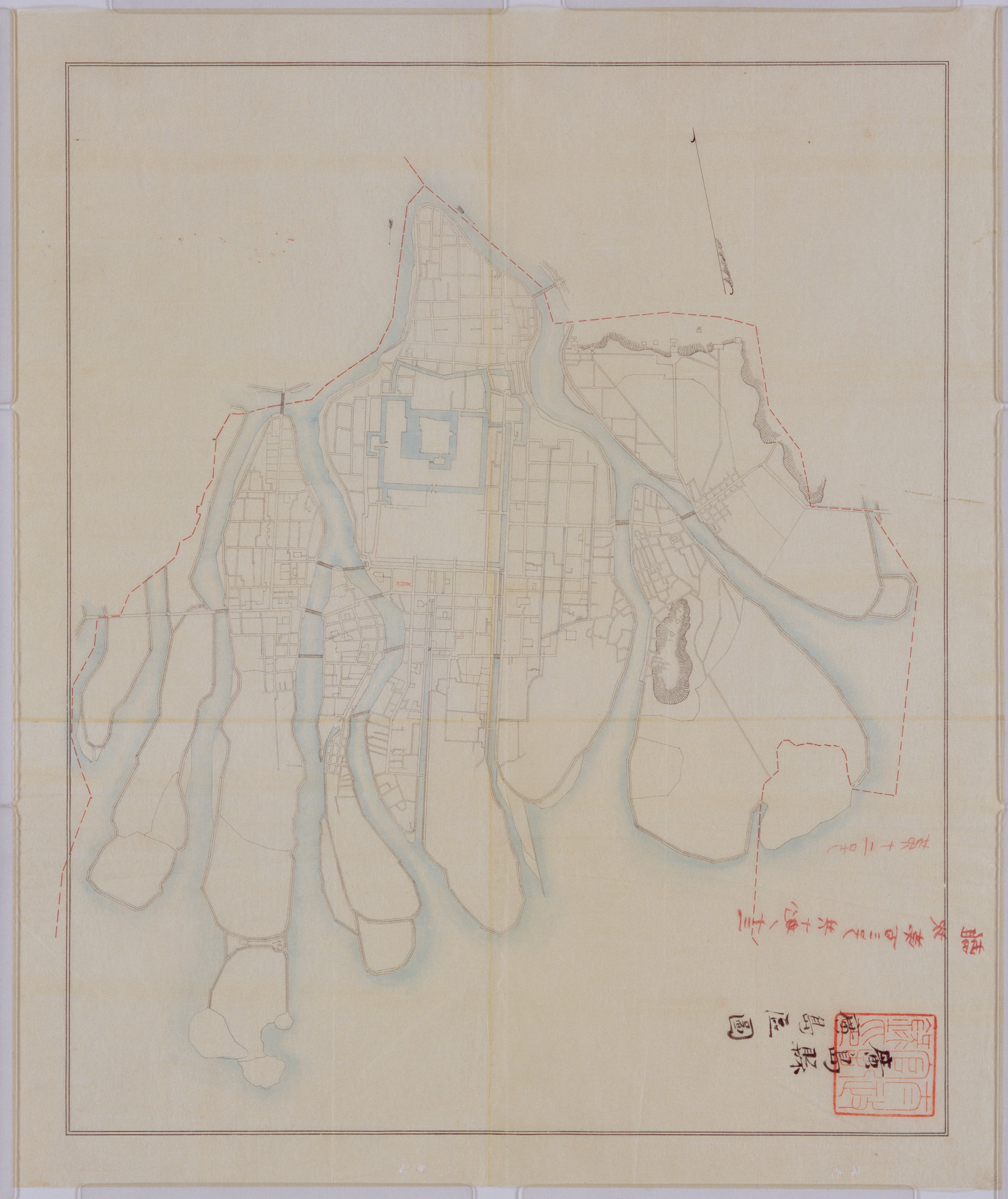
1880年ごろ作成の広島市地図。最も下にある長い橋が萬代橋。
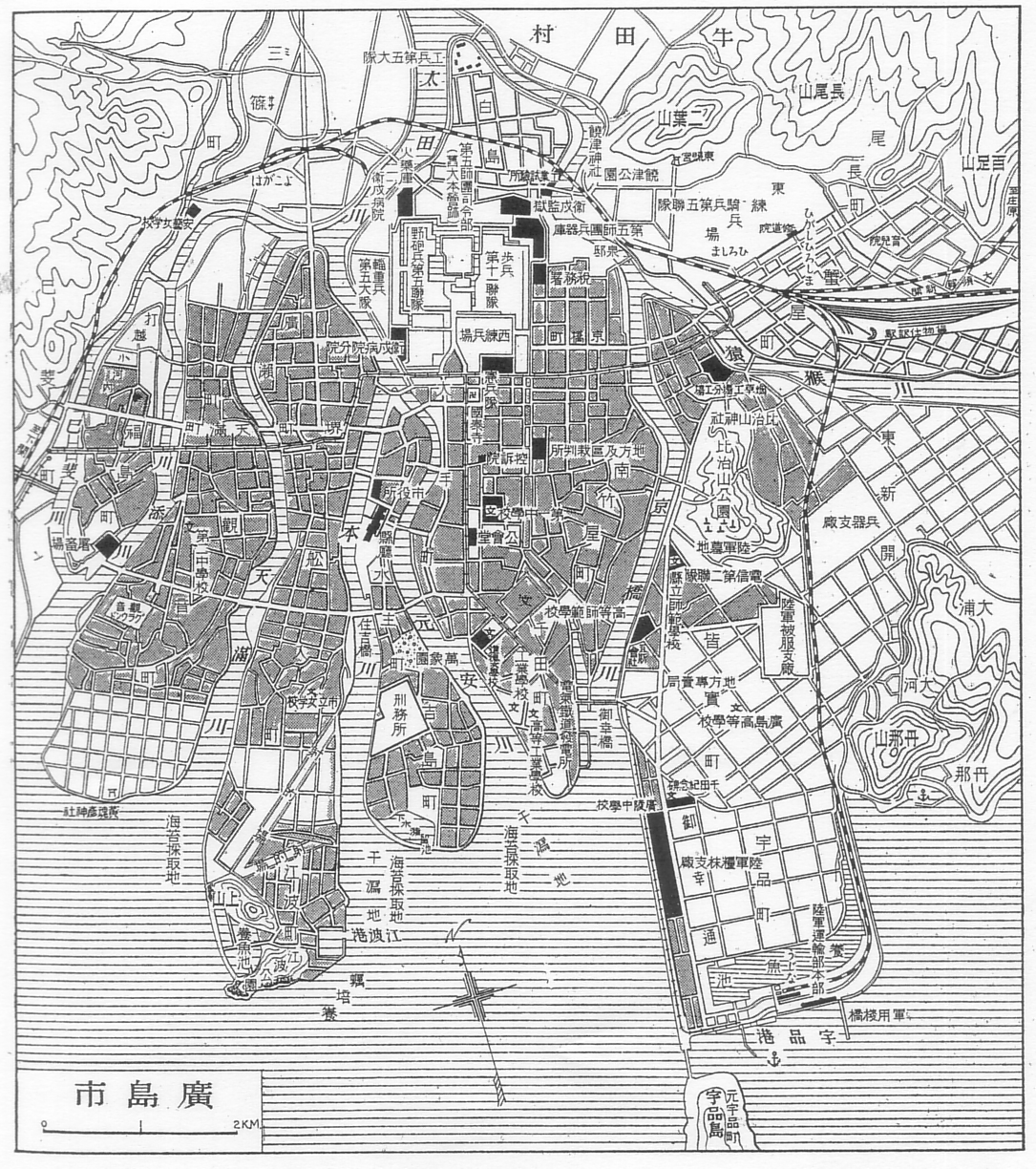
1930年ごろの広島市。元安川最下流から2つ目の橋が萬代橋。
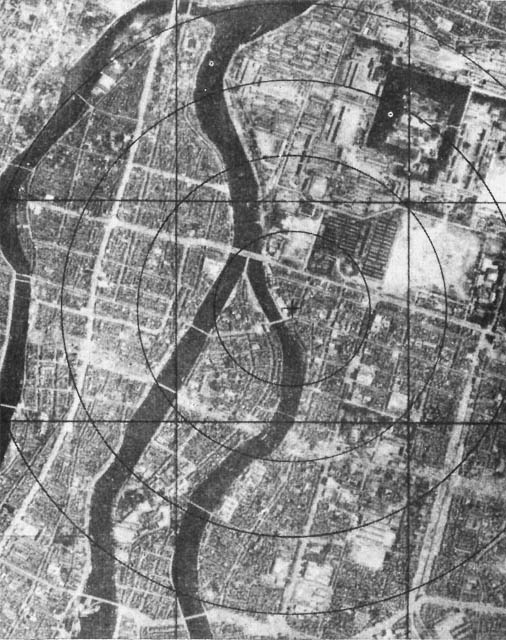
原爆投下前の市中央部。同心円の中心が爆心地。最も右側の川の下から2つ目が萬代橋。

## 原爆記録画運動と萬代橋
1974年（昭和49年）、ある老人がNHK中国本部（現在のNHK広島放送局）に1枚の絵を持参してきた。それは老人が当時視聴していたTVドラマ「鳩子の海」の内容に刺激を受け、被爆直後の萬代橋付近の惨状を描いたものであった。同年6月NHKがこの絵をもとに「届けられた一枚の絵」というテーマで番組を放送すると、それをきっかけに市民が続々と同局に記録画を寄せるようになり、8月6日には1,000点近くに達した原爆記録画が平和記念館（現在の広島平和記念資料館東館）で展示された。これが現在も続く市民による原爆記録画運動（「市民の手で原爆の絵を」）の始まりとなった。

## 周辺施設
- 広島市立広島特別支援学校
- 広島市文化交流会館
- 「被爆市長公舎跡」の碑 - 橋の西詰南側に設置。当時の粟屋仙吉市長はこの付近にあった公舎で被爆し死去した。
- 「興南寮跡」の碑 - 橋の東詰（大手町4丁目側）に設置。第二次世界大戦中に広島高師・広島文理大に留学していた東南アジアからの留学生（南方特別留学生）のための寮が所在。

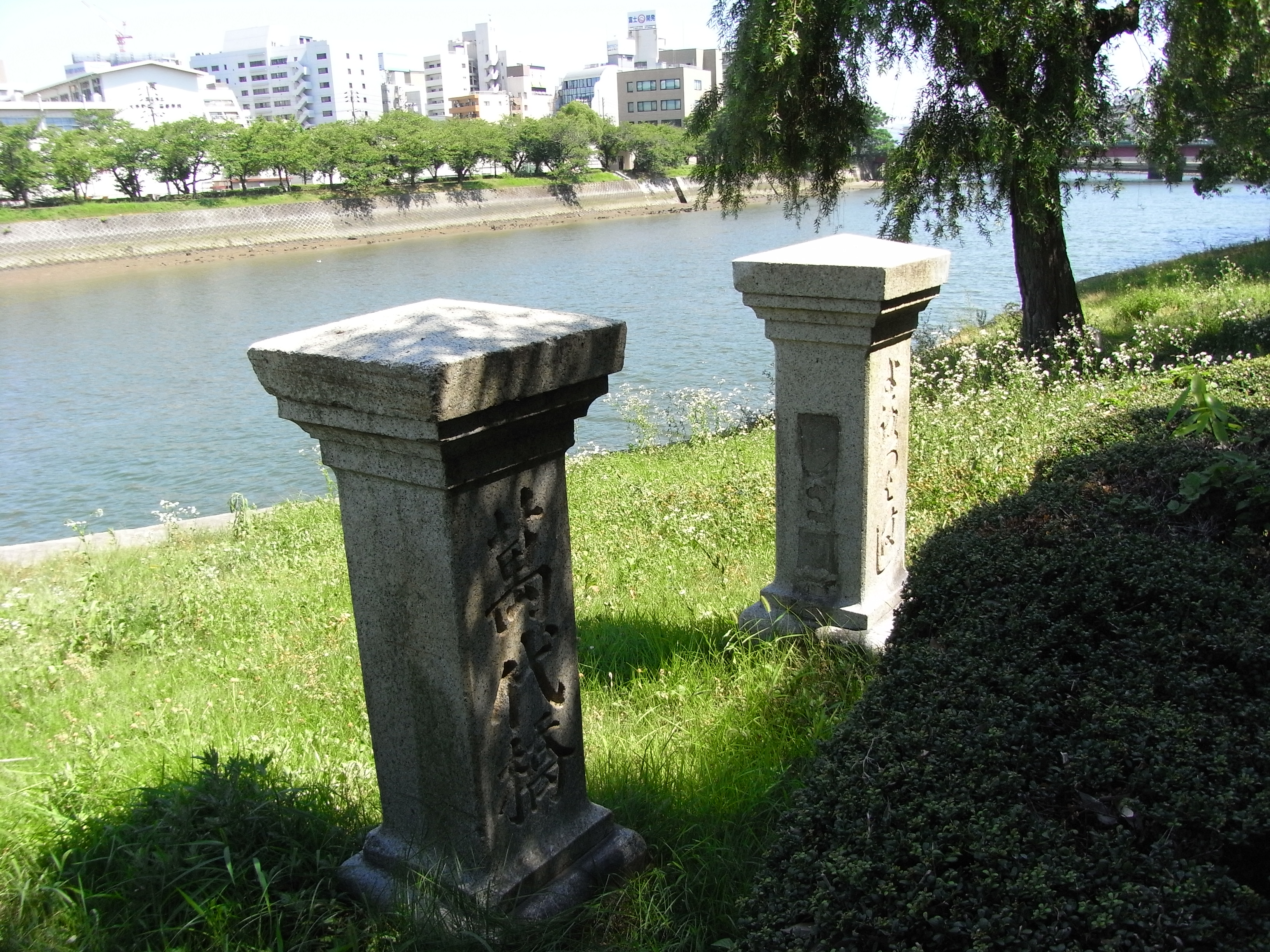
旧親柱・加古町側
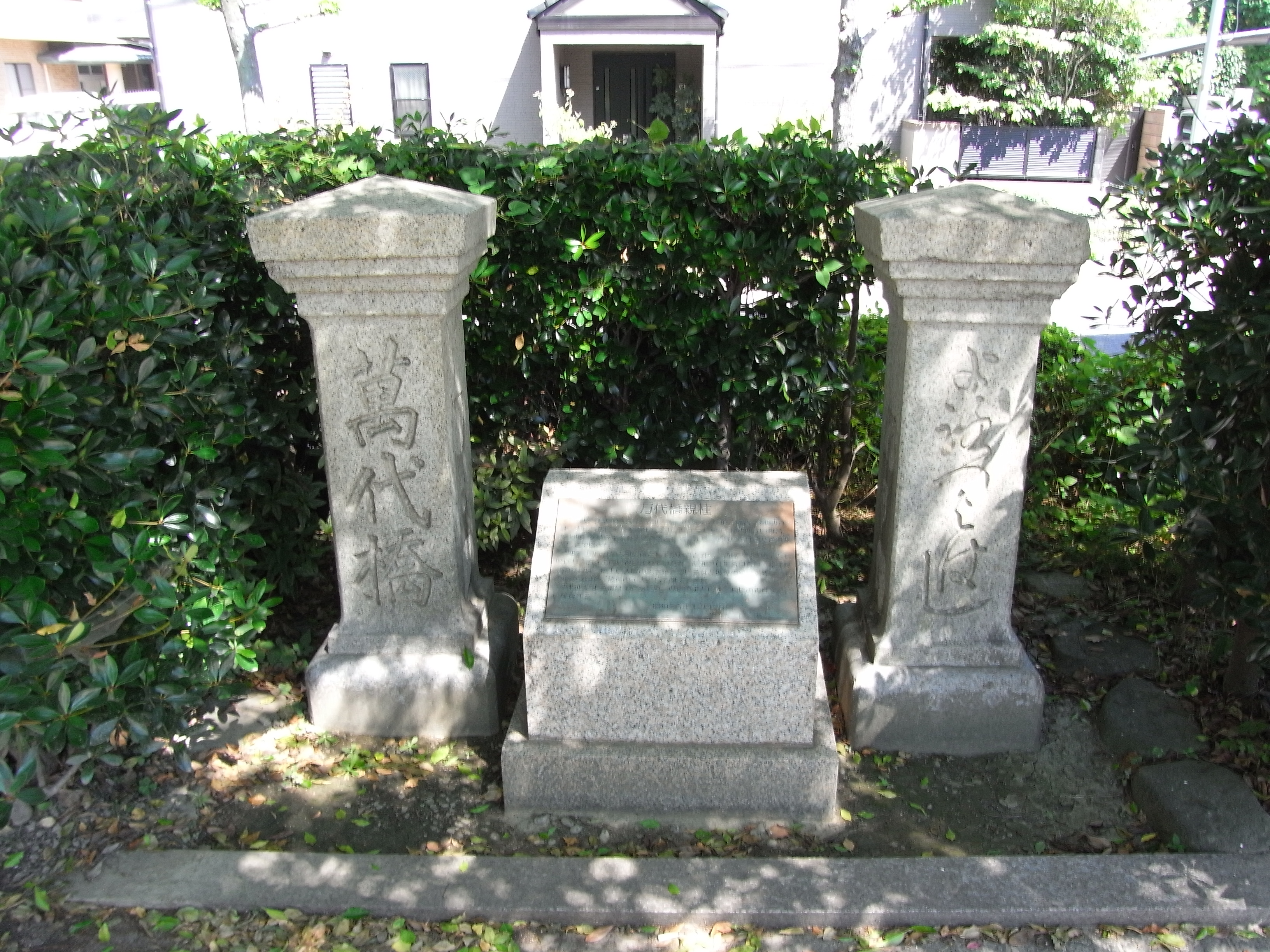
旧親柱・大手町側
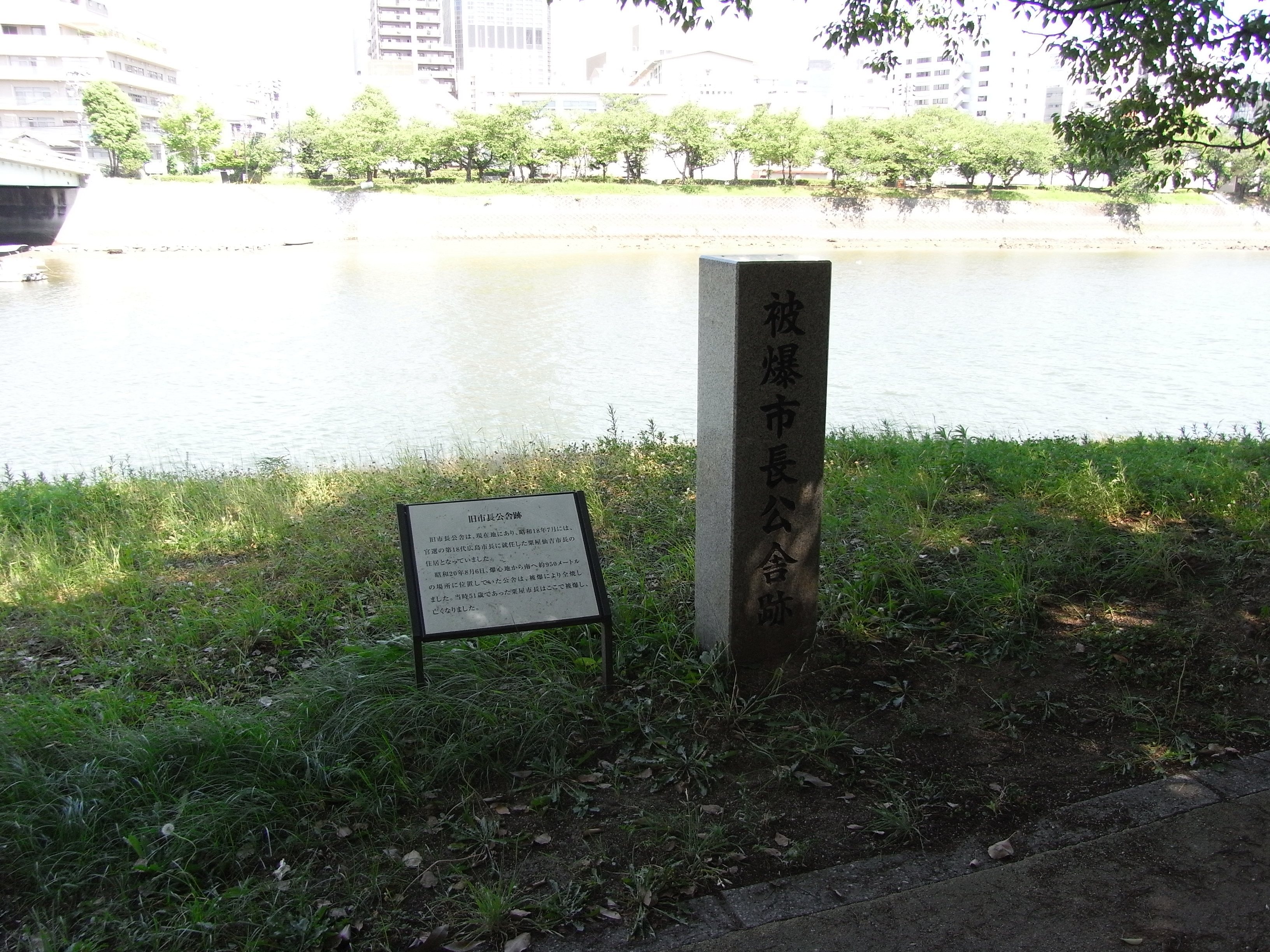
近くには原爆で亡くなった当時の市長の粟屋仙吉の市長公舎があった事を伝える碑がある